# Ixos mcclellandii
El bulbul de McClelland (Ixos mcclellandii) es una especie de ave paseriforme de la familia Pycnonotidae propia del sur de Asia. Su nombre conmemora al médico de la Compañía Británica de las Indias Orientales John McClelland.

## Taxonomía
El bulbul de MacClelland fue descrito científicamente por Thomas Horsfield en 1840, y clasificado en el género Hypsipetes. Posteriormente fue trasladado al género Ixos.
Actualmente se reconocen nueve subespecies:
- I. m. mcclellandii - (Horsfield, 1840): se extiende desde el Himalaya al noroeste de Birmania;
- I. m. ventralis - Stresemann y Heinrich, 1940: presente en el suroeste de Birmania;
- I. m. tickelli - (Blyth, 1855): se encuentra en el este de Birmania y noroeste de Tailandia;
- I. m. similis - (Rothschild, 1921): se extiende desde el noreste de Birmania al sur de China y el norte de Indochina;
- I. m. holtii - (Swinhoe, R., 1861): se localiza en el sureste de China;
- I. m. loquax - Deignan, 1940: se encuentra en el norte y noreste de Tailandia y el sur de Laos;
- I. m. griseiventer - (Robinson y Kloss, 1919): endémica del sur de Vietnam;
- I. m. canescens - Riley, 1933: se encuentra en el sureste de Tailandia y el suroeste de Camboya
- I. m. peracensis - (Hartert y Butler, AL, 1898): ocupa la península malaya.

## Distribución y hábitat
Se extiende desde el Himalaya y las montañas del noreste del subcontinente indio hasta el sur de China, incluida la isla de Hainan, además de las montañas de Indochina y la península malaya. Su hábitat natural son los bosques planifolios perennes entre los 800-2590 m s. n. m.